# Scatella nanoptera
Scatella nanoptera är en tvåvingeart som beskrevs av Wirth 1955. Scatella nanoptera ingår i släktet Scatella och familjen vattenflugor. Inga underarter finns listade i Catalogue of Life.